# Tyreek Magee
Tyreek Magee (Kingston, 27 oktober 1999) is een Jamaicaans voetballer die sinds 2019 uitkomt voor KAS Eupen. Magee is een middenvelder.

## Clubcarrière
Magee begon zijn carrière bij Harbour View FC. In de zomer van 2019 versierde hij een transfer naar Europa: hij ondertekende een contract voor vier jaar bij de Belgische eersteklasser KAS Eupen, waar hij in eerste instantie aansloot bij de beloften. In het seizoen 2021/22 gunde trainer Stefan Krämer hem twee korte invalbeurten in de Jupiler Pro League.

## Clubstatistieken
| Seizoen         | Club            | Land             | Competitie              | Competitie | Competitie | Beker | Beker | Europees | Europees | Totaal | Totaal |
| Seizoen         | Club            | Land             | Competitie              | Wed.       | Dlp.       | Wed.  | Dlp.  | Wed.     | Dlp.     | Wed.   | Dlp.   |
| --------------- | --------------- | ---------------- | ----------------------- | ---------- | ---------- | ----- | ----- | -------- | -------- | ------ | ------ |
| 2015/16         | Harbour View FC | Vlag van Jamaica | National Premier League | 1          | 0          | 0     | 0     | —        | —        | 1      | 0      |
| 2016/17         | Harbour View FC | Vlag van Jamaica | National Premier League | 0          | 0          | 0     | 0     | —        | —        | 0      | 0      |
| 2017/18         | Harbour View FC | Vlag van Jamaica | National Premier League | 6          | 0          | 0     | 0     | —        | —        | 6      | 0      |
| 2018/19         | Harbour View FC | Vlag van Jamaica | National Premier League | 14         | 1          | 0     | 0     | —        | —        | 14     | 1      |
| 2019/20         | KAS Eupen       | Vlag van België  | Eerste klasse A         | 0          | 0          | 0     | 0     | —        | —        | 0      | 0      |
| 2020/21         | KAS Eupen       | Vlag van België  | Eerste klasse A         | 0          | 0          | 0     | 0     | —        | —        | 0      | 0      |
| 2021/22         | KAS Eupen       | Vlag van België  | Eerste klasse A         | 2          | 0          | 0     | 0     | —        | —        | 2      | 0      |
| Carrière totaal | Carrière totaal | Carrière totaal  | Carrière totaal         | 23         | 1          | 0     | 0     | 0        | 0        | 23     | 0      |

Bijgewerkt op 27 april 2022.

## Interlandcarrière
Magee maakte op 6 juni 2019 zijn debuut voor Jamaica in een vriendschappelijke interland tegen de Verenigde Staten, waar hij in de 77e minuut inviel voor Peter-Lee Vassell. Hij nam diezelfde maand met Jamaica ook deel aan de Gold Cup. Bondscoach Theodore Whitmore liet hem op dat toernooi slechts drie minuten meespelen in de groepswedstrijd tegen Curaçao. Op de Gold Cup 2021 kreeg hij meer speeltijd: in de derde groepswedstrijd tegen Costa Rica (1-0-verlies) mocht hij 81 minuten meespelen. In de achtste finale tegen de Verenigde Staten (1-0-verlies) viel hij in de 86e minuut in voor Junior Flemmings.
| Interlands van Tyreek Magee voor Jamaica | Interlands van Tyreek Magee voor Jamaica | Interlands van Tyreek Magee voor Jamaica | Interlands van Tyreek Magee voor Jamaica | Interlands van Tyreek Magee voor Jamaica | Interlands van Tyreek Magee voor Jamaica |
| №                                        | Datum                                    | Wedstrijd                                | Uitslag                                  | Soort wedstrijd                          | Goals                                    |
| Als speler bij Harbour View FC           | Als speler bij Harbour View FC           | Als speler bij Harbour View FC           | Als speler bij Harbour View FC           | Als speler bij Harbour View FC           | Als speler bij Harbour View FC           |
| ---------------------------------------- | ---------------------------------------- | ---------------------------------------- | ---------------------------------------- | ---------------------------------------- | ---------------------------------------- |
| 1.                                       | 5 juni 2019                              | Verenigde Staten – Jamaica               | 0 – 1                                    | Vriendschappelijk                        | -                                        |
| 2.                                       | 26 juni 2019                             | Curaçao − Jamaica                        | 1 – 1                                    | CONCACAF Gold Cup 2019                   | -                                        |
| Als speler bij KAS Eupen                 |                                          |                                          |                                          |                                          |                                          |
| 3.                                       | 14 november 2020                         | Saoedi-Arabië − Jamaica                  | 3 – 0                                    | Vriendschappelijk                        | -                                        |
| 4.                                       | 17 november 2020                         | Saoedi-Arabië − Jamaica                  | 1 – 2                                    | Vriendschappelijk                        | -                                        |
| 5.                                       | 20 juli 2021                             | Costa Rica − Jamaica                     | 1 – 0                                    | CONCACAF Gold Cup 2021                   | -                                        |
| 6.                                       | 25 juli 2021                             | Verenigde Staten − Jamaica               | 1 – 0                                    | CONCACAF Gold Cup 2021                   | -                                        |
| 7.                                       | 8 september 2021                         | Costa Rica − Jamaica                     | 1 – 1                                    | Kwalificatie WK 2022                     | -                                        |
| 8.                                       | 7 oktober 2021                           | Verenigde Staten − Jamaica               | 2 – 0                                    | Kwalificatie WK 2022                     | -                                        |

Bijgewerkt tot 28 april 2022.
1 Moser ·
2 Van Genechten ·
3 Davidson ·
4 Baiye ·
7 Nuhu ·
8 Peeters ·
9 Prevljak ·
10 Charles-Cook ·
11 N'Dri ·
13 S. Keita ·
14 Deom ·
15 Magnée ·
17 Bitumazala ·
18 A. Keita ·
20 Magee ·
23 Christie-Davis ·
24 Wakaso ·
28 Paeshuyse ·
29 Alloh ·
30 Gorenc ·
33 Nurudeen ·
35 Lambert ·
47 Offermann ·
77 Oger ·
99 Roufosse ·
Coach: Still